# Elaphrinae
Sous-famille
Les Elaphrinae sont une sous-famille d'insectes coléoptères de la famille des Carabidae connus pour leur comportement de prédateurs.
Selon Fauna Europaea (15 octobre 2021) et selon ITIS (15 octobre 2021), la sous-famille ne contient qu'une tribu : Elaphrini.

## Liste des genres rencontrés en Europe
- Blethisa
- Diacheila
- Elaphrus